# Austin Croshere
Austin Nathan Croshere (* 1. Mai 1975 in Los Angeles) ist ein ehemaliger US-amerikanischer Basketballspieler.
Croshere wurde im 1997er Draft an Position zwölf von den Indiana Pacers gezogen, für die er anschließend bis 2006 spielte. Am 12. Juli 2006 wurde er im Austausch gegen Marquis Daniels zu den Dallas Mavericks getradet. Dort spielte er im Durchschnitt nur 11,9 Minuten pro Spiel und hatte abgesehen von einem Spiel gegen die Seattle SuperSonics eine eher unauffällige Saison. In diesem Spiel war er mit 34 Punkten (darunter sieben Dreier) und sieben Rebounds der beste Spieler der Mavericks. Am 3. August 2007 wechselte er zu den Golden State Warriors, bei denen er sich zu Beginn der 2007/08er Saison noch nicht durchsetzen konnte. Die größte Stärke von Croshere ist seine Treffsicherheit. Während seiner Laufbahn traf er 33,9 % der Dreipunktewürfe und 86,2 % der Freiwürfe. Zu Beginn der Saison 2008/2009 wechselte Croshere zu den Milwaukee Bucks.